# Jack Eastwood
Pour les articles homonymes, voir Eastwood.
Jack Coulter Eastwood, né le 7 mars 1908 à Toronto (Ontario) et mort le 22 mars 1995 dans la même ville, est un patineur artistique canadien. Il patine dans les catégories individuelles et des couples artistiques.

## Biographie

### Carrière sportive
Jack Eastwood pratique le patinage en individuel et en couple.
En individuel, il est double médaillé de bronze canadien en 1927 et 1929.
En couple, il patine avec Maude Smith de 1927 à 1933 et avec Mary Jane Halsted en 1937. Avec Maude Smith, il est double vice-champion du Canada en 1929 et 1933, et vice-champion nord-américain en 1933.
Il participe aux championnats du monde de 1928, les premiers avec des sportifs canadiens. Il représente également son pays aux Jeux olympiques d'hiver de 1928 à Saint-Moritz.

## Palmarès
En couple artistique avec deux partenaires
- Maude Smith (1927 à 1934)
- Mary Jane Halsted (1937)

| Compétitions en individuel      | 1927 | 1928 | 1929 | 1930 | 1931 | 1932 | 1933 | 1934 | 1935 | 1936 | 1937 |  |  |  |  |
| Jeux olympiques d'hiver         |      | 16e  |      |      |      |      |      |      |      |      |      |  |  |  |  |
| Championnats du monde           |      | 9e   |      |      |      |      |      |      |      |      |      |  |  |  |  |
| Championnats d'Amérique du Nord | 6e   |      |      |      |      |      |      |      |      |      |      |  |  |  |  |
| Championnats du Canada          | 3e   |      | 3e   |      |      |      |      |      |      |      |      |  |  |  |  |
|                                 |      |      |      |      |      |      |      |      |      |      |      |  |  |  |  |
| Compétitions en couple          | 1927 | 1928 | 1929 | 1930 | 1931 | 1932 | 1933 | 1934 | 1935 | 1936 | 1937 |  |  |  |  |
| Jeux olympiques d'hiver         |      | 10e  |      |      |      |      |      |      |      |      |      |  |  |  |  |
| Championnats du monde           |      | 6e   |      | 7e   |      | 7e   |      |      |      |      |      |  |  |  |  |
| Championnats d'Amérique du Nord | 5e   |      |      |      | 5e   |      | 2e   |      |      |      | 5e   |  |  |  |  |
| Championnats du Canada          |      |      | 2e   |      |      | 3e   | 2e   | 3e   |      |      | 3e   |  |  |  |  |
|                                 |      |      |      |      |      |      |      |      |      |      |      |  |  |  |  |